# マリーア・エリザベッタ・ディ・サヴォイア＝カリニャーノ
マリーア・エリザベッタ・ディ・サヴォイア＝カリニャーノ（Maria Francesca Elisabetta Carlotta Giuseppina di Savoia-Carignano, 1800年4月13日 - 1856年12月25日）は、サルデーニャ王カルロ・アルベルトの妹にあたる人物である。オーストリア大公ライナー・ヨーゼフの妃として、ロンバルド＝ヴェネト王国副王妃の地位にあった。

## 生涯
マリーア・エリザベッタは、1800年4月13日にフランス共和国のパリで生まれた。父はカリニャーノ公カルロ・エマヌエーレ・ディ・サヴォイア＝カリニャーノ（1770年 - 1800年）であり、母はクールラント公カール・フォン・ザクセン（ポーランド王兼ザクセン選帝侯アウグスト3世の五男）の娘であるマリア・クリスティーナ・アルベルティーナ・カロリーナ・フォン・ザクセン（1770年 - 1851年）である。彼女は父の死の数ヶ月前に誕生した。
1820年5月28日、プラハにおいてオーストリア大公ライナー・ヨーゼフ（ラニエーリ・ダズブルゴ、1783年 - 1853年）と結婚した。ライナー・ヨーゼフは、後の神聖ローマ皇帝レオポルト2世の十男であり、1818年から1848年までロンバルド＝ヴェネト王国の初代副王を務めた。マリーア・エリザベッタは夫と共にミラノのオーストリア宮廷の長として活動した。
彼女は1856年12月25日にオーストリア帝国のボルツァーノで56歳で死去した。

## 子女
ライナー・ヨーゼフとの間に、以下の8人の子女をもうけた。
- マリーア・カロリーナ（1821年 - 1844年）
- アデライデ（1822年 - 1855年） - のちにマリーア・アデライデと改名。サルデーニャ王ヴィットーリオ・エマヌエーレ2世の妃となる。
- レオポルド（1823年 - 1898年）
- エルネスト（1824年 - 1899年）
- シギズモンド（1826年 - 1891年）
- ラニエーリ（1827年 - 1913年）
- エンリコ（1828年 - 1891年）
- マッシミリアーノ（1830年 - 1839年）